# Švýcarské akademie věd

Logo akademie

Švýcarské akademie věd (německy: Akademien der Wissenschaften Schweiz, francouzsky: Académies suisses des sciences, italsky: Accademie svizzere delle scienze, rétorománsky: Academias svizras da las scienzas) je název asociace čtyř nezávislých švýcarských učených společností: Švýcarské akademie přírodních věd, Švýcarské akademie lékařských věd, Švýcarské akademie humanitních a sociálních věd a Švýcarské akademie technických věd. Zastřešující asociace byla založena roku 2006, federálním zákonem. Sídlí v Bernu (adresa: Laupenstrasse 7). Ke zdůraznění zastřešujícího charakteru je slovo akademie ve všech užívaných názvech v množném čísle. Akademie úzce spolupracuje se Švýcarskou národní vědeckou nadací, Švýcarskou radou pro vědu a inovace, Švýcarskou univerzitní konferencí, Konferencí rektorů švýcarských univerzit (swissuniversities) a se Státním sekretariátem pro vzdělávání, výzkum a inovace. Hlavními cíli asociace je propojovat jednotlivé vědecké organizace ve Švýcarsku a vést dialog mezi vědou a společností, případně mezi vědou a různými sektory ve společnosti, například politikou. Celkem sdružuje 110 000 členů. Ve všech čtyřech národních jazycích Švýcarska se akademie nazývá jen akademií věd, avšak v oficiálním anglickém názvu je přidáno ještě slovo "umění": Swiss Academies of Arts and Sciences.